# Udumbara
Udumbara je legendární čínský kvítek, který podle posvátných buddhistických knih kvete jednou za tři tisíce let. Z botanického hlediska se jedná o fíkovník hroznovitý, Ficus racemosa.
Slovo Udumbara pochází ze sanskrtu a znamená „příznivá květina z nebes“. Legenda o Udumbaře říká, že pokud se její kvítky objeví na Zemi, znamená to, že na Zemi přišel Svatý král. Podle legendy Udumbara poprvé rozkvetla po narození Buddhy v Indii před dvěma a půl tisíci lety.
Buddhisté pokládají tuto květinu za zvláštní znamení a nadpřirozený jev. V osmém dílu buddhistické knihy „Fonetika a interpretace Huilin“ se píše: „Květina Udumbara je produkt příznivého a nadpřirozeného úkazu. Je to božská květina, která v pozemském světě neexistuje. Objeví-li se v lidském světě Tathagáta neboli Král zlatého kola, tak se díky jeho obrovské ctnosti a požehnání ukáže i tato květina.“[zdroj?]

## Vzhled
Udumbara je dle legendy květinka jen několik milimetrů velká, vypadá jako malý zvoneček se stonkem, který svojí tenkostí připomíná hedvábné vlákno. Květina vyrůstá z jakéhokoli pevné látky a byla již nalezena, jak vyrůstá na listech rostlin, ocelových trubkách, dřevě, plastu, ovoci, žule, hliníkových dveřích, papíru, žárovce a podobně.[zdroj?]

## Nálezy

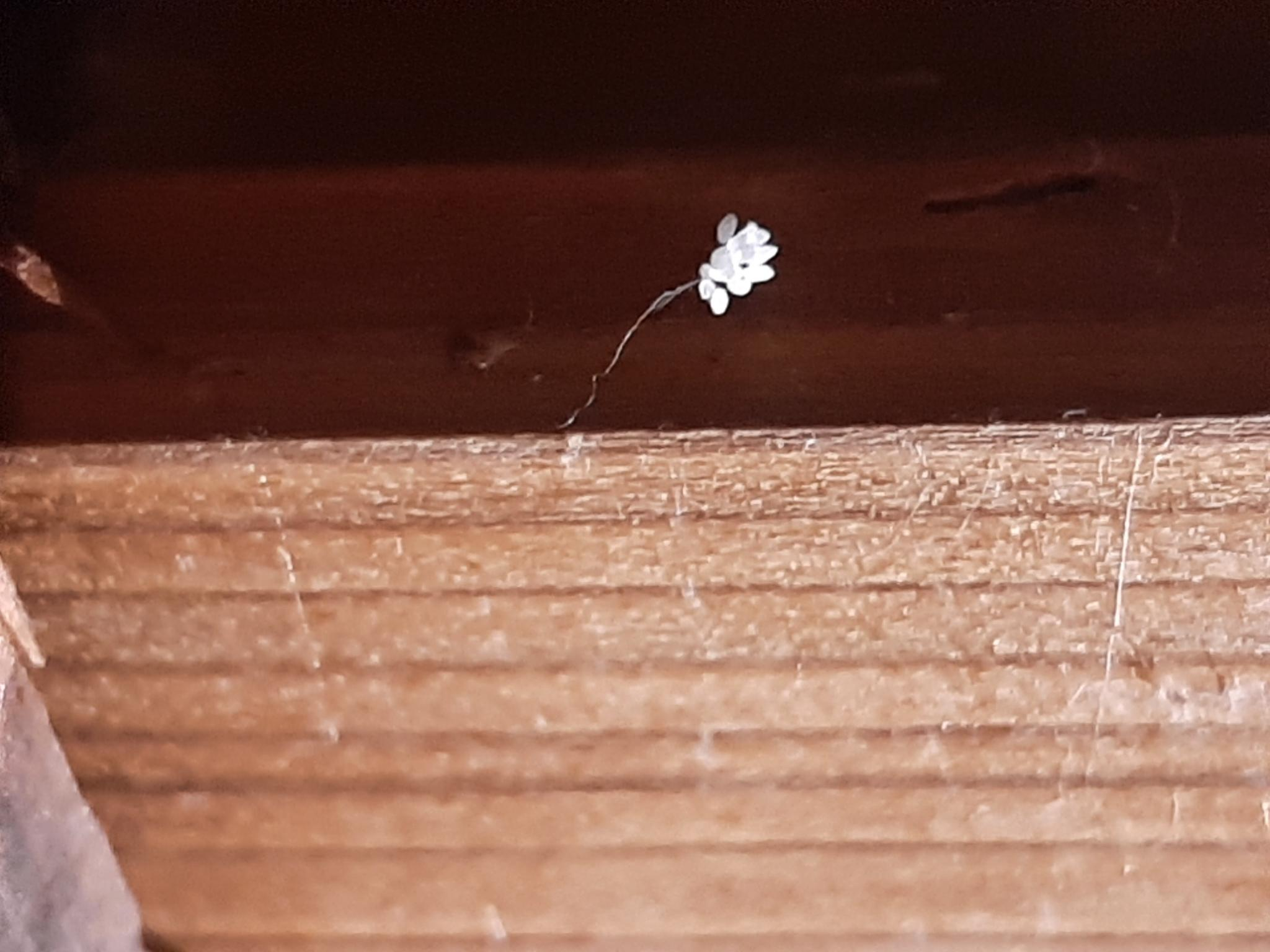

Od roku 1997 se tato malá květinka objevila po celém světě. Nejdříve to bylo roku 1997 v Jižní Koreji na tváři sochy Bodhisattvy v chrámu Sumi Zen v Sunčchonu. Potom následovala Čína ve městě Šen-jang v provincii Liao-ning. Další nálezy byly hlášeny na Tchaj-wanu, v Hongkongu, Malajsii, Singapuru a Austrálii. Dále byla Udumbara spatřena na listech oleandru rostoucího u bulváru Warm Springs ve Fremontu, asi 150 stop severně od křižovatky s ulicí Starlite Way v Americe a také ve Flushingu v New Yorku.
Nálezy květiny byly také hlášeny v Německu. Podle buddhistických legend by to znamenalo, že na zem sestoupil Maitreya - svatý král kola Zákona, jehož příchod je v tomto období podle buddhistické legendy očekáván.

### Podobné nálezy zaměněné za zlatoočko
Někteří znalci se ovšem domnívají, že si lidé Udumbaru, kvůli podobnému vzhledu, někdy pletou s vajíčky hmyzu, konkrétně zlatoočky (Chrysopa).
Larvy zlatooček se živí hlavně mšicemi. Když samička klade vajíčka, vytlačí přilnavé lepidlo a zvedne břicho, aby vytvořila tenkou stopku. Bílá vajíčka jsou kladena na tyto tenké stonky, aby zabránily larvám poté, co se vylíhnou, ve vzájemném sežrání. Udumbara je velikostně podobná vajíčkům zlatoočky a rovněž spočívá na tenkém stonku.

## Testy pod mikroskopem
List The Epoch Times zveřejnil případ nálezu z 25. června 2009, kdy pan Li z malajsijské Malaccy objevil obojí, jak květinu, tak vajíčka. Li a jeho přátelé objevili přibližně dvacet malinkých bílých kvítek na listech pomela, podél stezky na St. Paul’s Hill, v malebném koutu Malaccy. Na první pohled vypadaly jako legendární Udumbara.
Protože květy Udumbary a vajíčka zlatoočky jsou si velmi podobné, přinesl pan Li kvítky ke svému příteli, kde je zkoumali mikroskopem. Když za použití mikroskopu udělali snímky květů, bylo jasně vidět okvětní lístky a tyčinky. Fotografie nabízí pevný důkaz, že to, co objevili, byly skutečně květy Udumbary.
O týden později se pan Li vrátil na stejné místo, kde opět našel bílá zrnka podobná těm, která našel předtím. Opět udělal několik snímků těchto drobounkých předmětů mikroskopem, ale tentokrát nebyly vidět ani okvětní lístky, ani tyčinky, bez ohledu na to, z kterého úhlu se snímek pořídil. Vše, co bylo vidět, byla elipsovitá zrnka stejné velikosti, vypadající jako vajíčka zlatoočky.
Pan Li časem pozoroval, že květy nezměnily svou čistě bílou barvu, zatímco vajíčka zlatoočky postupně zčernala a jejich elipsovitý tvar se nezměnil.